# 台东悬钩子
台东悬钩子（学名：Rubus aculeatiflorus var. taitoensis）为蔷薇科悬钩子属下的一个变种。

## 扩展阅读
- 維基物種上的相關：台东悬钩子